# Wicterp d'Augsbourg
Wicterp d'Augsbourg (ou Wigbert, Wiggo, Wicho), mort vraisemblablement un 18 avril, en 771 ou 772, ou selon d'autres sources entre 749 et 752, est un homme d'église qui a contribué à la diffusion du christianisme dans l'Allgäu. Il est d'abord moine et abbé à Ellwangen, puis il devient évêque d'Augsbourg, participant à la fondation des abbayes de Fultenbach, de Füssen, de Wessobrunn et de Kempten.  

## Éléments biographiques
Mentionné pour la première fois dans une lettre du pape Grégoire III aux évêques allemands, il est probablement né  à Epfach, un bourg des environs de Landsberg am Lech, où il possédait des biens et se retirait souvent. Après avoir été moine puis abbé à Ellwangen, il devint le premier évêque d'Augsbourg attesté en 738. Il soutint l'évangélisation de saint Magne dans l'Allgäu en appelant des moines de l'abbaye de Saint-Gall pour son ermitage, en consacrant son église à Waltenhofen et en la faisant doter par le roi Pépin le Bref. 
Wikterp a également participé à la fondation et à la consécration des monastères, des églises et des villes de Benediktbeuren, Wessobrunn, Ellwangen et Kempten. 
Il prit part à plusieurs synodes en Allemagne convoqués par saint Boniface. Par l'entremise de saint Magne, qu'il a soutenu et encouragé, il contribua à la fondation de monastère de Füssen ; et avec Boniface, il consacra le monastère de Benediktbeuern.   
À Augsbourg, il permit la reconstruction de l'église Sainte-Afre détruite par les Magyars, lieu de pèlerinage depuis la mort de la martyre († 304). En accord avec Magne, il nomma Tozzo comme son successeur à l’évêché d'Augsbourg, et légua son héritage à la cathédrale de la ville. Une éventualité le présuppose également évêque de Neubourg-sur-le-Danube qui ne fut réuni au diocèse d'Augsbourg que par son second successeur saint Simpert, mais rien n'est attesté par des registres. 
D’après la tradition, Wikterp est considéré comme saint, et mort le 18 avril 771 dans son village natal d'Epfach où son corps fut déposé dans l’église alors appelée Saint-Laurent (qui n'est pas la chapelle actuelle construite en 1751). Ses ossements ont été transférés à Augsbourg en 989. Ils furent tout d'abord inhumés dans l'église Sainte-Afre, puis transférés en 1489 à la basilique Saint-Ulrich-et-Sainte-Afre. Le culte de Wikterp fut particulièrement répandu par sainte Herluca von Bernried (de) († 1127), qui vécut 36 ans à Epfach.